# Can Mateu del Nen
Can Mateu del Nen és una obra de Vilassar de Dalt (Maresme) protegida com a Bé Cultural d'Interès Local.

## Descripció
Es tracta de dos edificis de planta baixa i pis amb coberta a dues vessants i carener paral·lel a la façana. Els brancals, les llindes i els ampits de les portes i finestres són de pedra.

## Història
Conjunt de dues cases: can Nen i can Delfin, de dos cossos, edificades probablement el segle xviii.